# Krupskói (Krasnoarméiskaya, Krasnodar)
Krupskói (del ruso: Крупской) es un jútor del raión de Krasnoarméiskaya, en el sur de Rusia. Está situado en el delta del Kubán, a orillas de su distributario Anguélinski, 20 km al nordeste de Poltávskaya y 68 al noroeste de Krasnodar, la capital del krai. Tenía 774 habitantes en 2010
Pertenece al municipio Staronizhestebliyevskoye.

## Historia
La localidad fue constituida en 1924 como unión de varios jútor (Kisliaki, Gamushy y Otrubnye), originados en la primera mitad del siglo XIX. Ese mismo año se erigió una escuela. Durante la Gran Guerra Patria, fue ocupado por la Wehrmacht de la Alemania Nazi en agosto de 1942 y liberado por las tropas del Ejército Rojo de la Unión Soviética en febrero de 1943. En 1967 abrió sus puertas una escuela secundaria.